# Copa do Mundo de Ciclismo

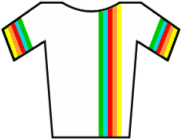
Maillot da Copa do Mundo.

A Copa do Mundo de Ciclismo foi uma competição criada pela UCI em 1989 com o fim de premiar ao ciclista em estrada que ao longo do ano tenha obtido os melhores resultados em várias das corridas de um dia mais importantes: os cinco "monumentos" e outras das cinco a oito (dependendo a edição) clássicas de alto nível.
O líder provisório da Copa do Mundo levava durante as provas desta um maillot branco com uma banda vertical arco íris, conhecido como maglia arcobaleno.
A UCI criou uma nova competição denominada UCI Pro Tour que combina corridas de um dia, semanais e as Grandes Voltas, pelo que eliminou a Copa do Mundo desde o ano 2005.
Também existem outras Copa do Mundo de Ciclismo referidas a outras modalidades ou especialidades de ciclismo.

## Corridas
As corridas que fizeram parte da Copa do Mundo durante todos os seus anos de celebração (1989-2004) foram as seguintes:
- Milão-Sanremo
- Tour de Flandres
- Paris-Roubaix
- Liège-Bastogne-Liège
- Amstel Gold Race
- Clássica de San Sebastián
- Campeonato de Zurique
- Paris-Tours
- Giro da Lombardia

Também fizeram parte outras corridas, somente durante algumas edições:
- Wincanton Classic (1989-1997)
- G. P. da Libération (1989-1991)
- Grande Prémio das Américas (1989-1992)
- Grande Prémio das Nações (1990-1993)
- Troféu Baracchi (1991)
- Rund um den Henninger-Turm (1995)
- Japan Cup (1996)
- HEW Cyclassics (1998-2004)

## Palmarés

### Individual
| Ano  | Vencedor           | Segundo          | Terceiro             |
| ---- | ------------------ | ---------------- | -------------------- |
| 1989 | Sean Kelly         | Tony Rominger    | Rolf Sørensen        |
| 1990 | Gianni Bugno       | Rudy Dhaenens    | Sean Kelly           |
| 1991 | Maurizio Fondriest | Laurent Jalabert | Rolf Sørensen        |
| 1992 | Olaf Ludwig        | Tony Rominger    | Davide Cassani       |
| 1993 | Maurizio Fondriest | Johan Museeuw    | Maximilian Sciandri  |
| 1994 | Gianluca Bortolami | Johan Museeuw    | Andréi Chmil         |
| 1995 | Johan Museeuw      | Andréi Chmil     | Mauro Gianetti       |
| 1996 | Johan Museeuw      | Andrea Ferrigato | Michele Bartoli      |
| 1997 | Michele Bartoli    | Rolf Sørensen    | Andrea Tafi          |
| 1998 | Michele Bartoli    | Léon van Bon     | Andrea Tafi          |
| 1999 | Andréi Chmil       | Michael Boogerd  | Frank Vandenbroucke  |
| 2000 | Erik Zabel         | Andréi Chmil     | Francesco Casagrande |
| 2001 | Erik Dekker        | Erik Zabel       | Romāns Vainšteins    |
| 2002 | Paolo Bettini      | Johan Museeuw    | Michele Bartoli      |
| 2003 | Paolo Bettini      | Michael Boogerd  | Peter Van Petegem    |
| 2004 | Paolo Bettini      | Davide Rebellin  | Óscar Freire         |

### Por equipas
| Edição | Equipa             |
| ------ | ------------------ |
| 1989   | PDM                |
| 1990   | PDM                |
| 1991   | Panasonic          |
| 1992   | Panasonic          |
| 1993   | GB-MG Maglificio   |
| 1994   | GB-MG Maglificio   |
| 1995   | Mapei-GB           |
| 1996   | Mapei-GB           |
| 1997   | Française des Jeux |
| 1998   | Mapei-Bricobi      |
| 1999   | Rabobank           |
| 2000   | Mapei              |
| 2001   | Rabobank           |
| 2002   | Mapei-Quick Step   |
| 2003   | Saeco              |
| 2004   | T-Mobile           |

## Palmarés por países
| País          | Vitórias |
| ------------- | -------- |
| Itália        | 9        |
| Bélgica       | 3        |
| Alemanha      | 2        |
| Irlanda       | 1        |
| Países Baixos | 1        |

## Sistema de pontuação

### Individual
À cada uma das corridas aplicou-se-lhe o seguinte sistema de pontuação:
| Posição na prova | 1   | 2  | 3  | 4  | 5  | 6  | 7  | 8  | 9  | 10 | 11 | 12 | 13 | 14 | 15 | 16 | 17 | 18 | 19 | 20 | 21 | 22 | 23 | 24 | 25 |
| ---------------- | --- | -- | -- | -- | -- | -- | -- | -- | -- | -- | -- | -- | -- | -- | -- | -- | -- | -- | -- | -- | -- | -- | -- | -- | -- |
| Pontos           | 100 | 70 | 50 | 40 | 36 | 32 | 28 | 24 | 20 | 16 | 15 | 14 | 13 | 12 | 11 | 10 | 9  | 8  | 7  | 6  | 5  | 4  | 3  | 2  | 1  |

Qualquer ciclista de qualquer equipa podia obter pontuação ainda que para estar na classificação final tinha que finalizar mais da metade das corridas pontuáveis se eliminando os corredores que não cumprissem dito requisito ao finalizar a última corrida. Em caso de empate o que mais 1º ou 2º ou 3º... postos obtivesse estaria por diante.

### Por equipas
Esta classificação era a soma dos três melhores corredores da cada equipa na classificação individual final dividida entre três e ignorando-se o número decimal que se obtivesse em dita operação. Ao igual que na classificação individual o que mais 1º ou 2º ou 3º... postos obtivesse estaria por diante.